# Nojabrsk
Nojabrsk (russisch Ноя́брьск) ist eine Stadt mit 110.620 Einwohnern (Stand 14. Oktober 2010) im Autonomen Kreis der Jamal-Nenzen in Russland. 101.235 (Stand 2023).

## Geographie
Nojabrsk liegt im Nordwesten Sibiriens in der Nähe des Polarkreises, südöstlich des Obbusens. Südlich von Nojabrsk liegt die Grenze zum Autonomen Kreis der Chanten und Mansen/Jugra. Die Entfernung bis Salechard beträgt 1065 km, bis Tjumen 1550 km. Die nächstgelegene Stadt ist Murawlenko mit rund 80 km.

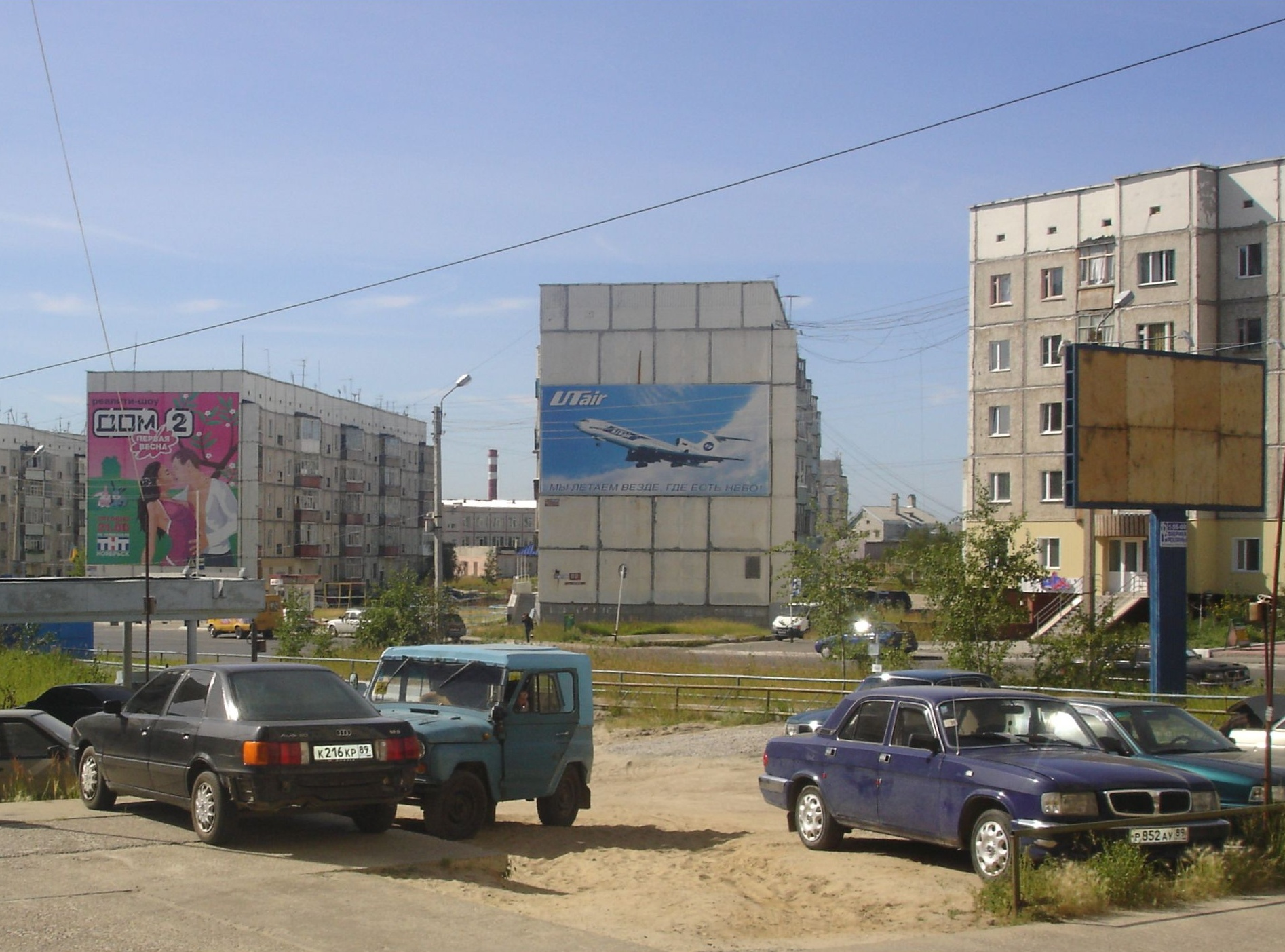
Nojabrsk, August 2005
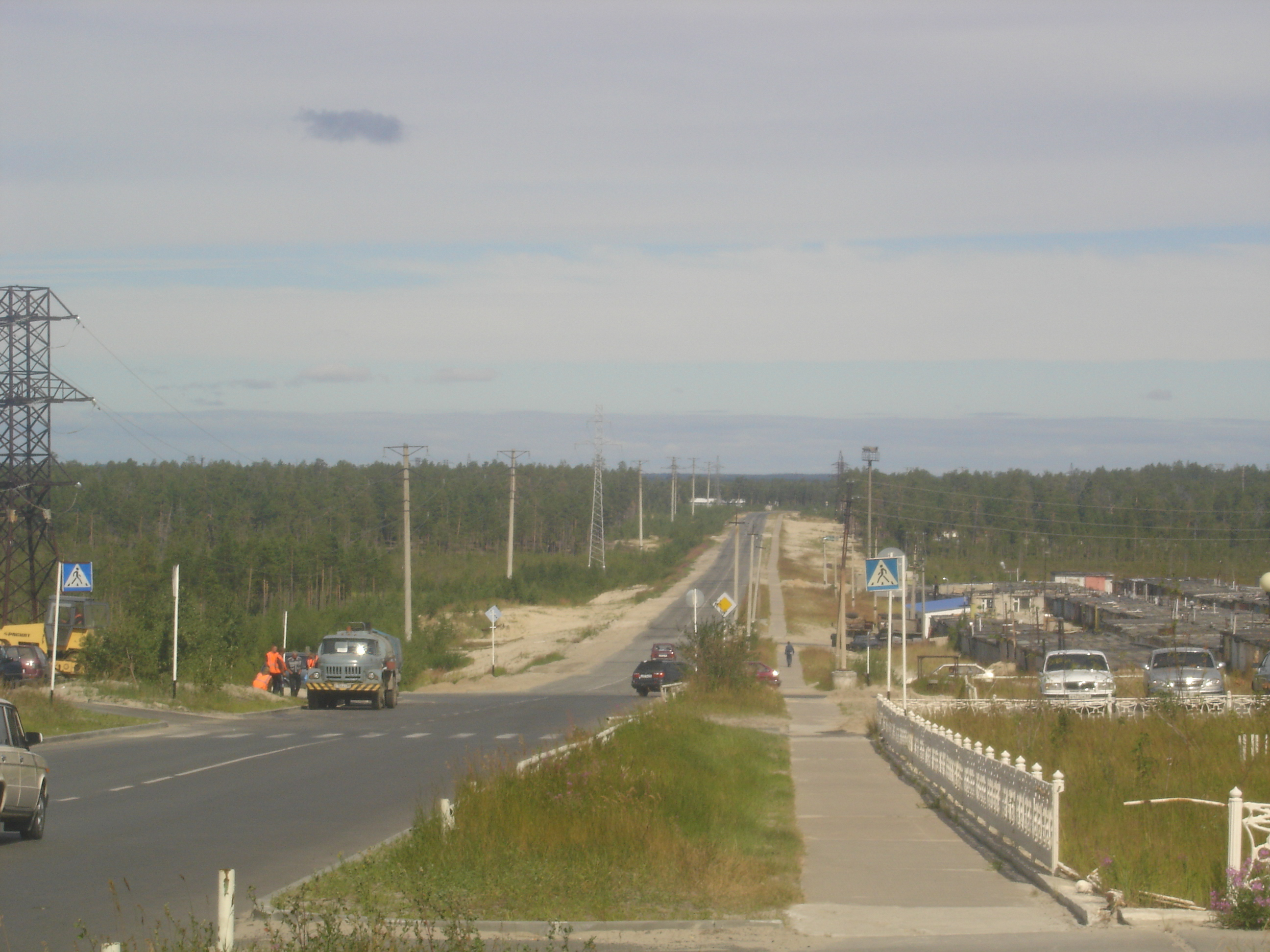
Blick auf die Taiga vom Stadtrand

## Geschichte
Nojabrsk ist eine junge Stadt, der die Stadtrechte erst im Jahr 1982 verliehen wurden.
Die Anfänge der Stadt gehen auf das Jahr 1973 zurück, als in diesem Gebiet die Erdölförderung begann. Für die Arbeiter wurden Wohngebäude errichtet, im November 1976 wurde offiziell die Siedlung Nojabrski (wörtlich „November-Siedlung“) gegründet. Ende jenes Jahres hatte sie bereits 1523 Einwohner. Die Siedlung wuchs stetig weiter, Schulen und Straßen wurden gebaut. Die Verleihung der Stadtrechte erfolgte am 28. April 1982.
2004 wurde die zu diesem Zeitpunkt rund 7200 Einwohner zählende Siedlung Wyngapurowski nach Nojabrsk eingemeindet.

### Bevölkerungsentwicklung
| Jahr | Einwohner | Bemerkung           |
| ---- | --------- | ------------------- |
| 1976 | 1.523     |                     |
| 1986 | 68.000    |                     |
| 1989 | 85.880    |                     |
| 2002 | 96.440    | Wyngapurowski 6.509 |
| 2010 | 110.620   |                     |

Anmerkung: ab 1989 Volkszählungsdaten

## Wirtschaft und Verkehr
Der Hauptwirtschaftszweig von Nojabrsk ist die Erdölförderung. Stark in der Region von Nojabrsk vertreten ist die Firma Gazprom Neft.
Die Stadt besitzt einen Regionalflughafen sowie einen Bahnhof an der Strecke Surgut – Nowy Urengoi.

## Städtepartnerschaften
- Korosten, Ukraine, seit 1999